# Forever Free (W.A.S.P.)
Forever Free è il sedicesimo singolo degli W.A.S.P..
Registrata nell'agosto 1989, la canzone è stata pubblicata per la prima volta nell'album The Headless Children dello stesso anno.

## Tracce
1. Forever Free – 5:07
2. L.O.V.E. Machine (live) – 4:47
3. Blind in Texas (live) – 6:53

## Formazione
- Blackie Lawless – voce, chitarra
- Chris Holmes – chitarra
- Johnny Rod – basso, voce
- Frankie Banali - batteria